# Amir Bagheri
Amir Bagheri (persisch امیر باقری; * 20. September 1978) ist ein iranischer Schach-Großmeister. Zwischen 2005 und 2007 spielte er für Frankreich. Seit 2021 ist Bagheri für den monegassischen Verband spielberechtigt, er besitzt die französische Staatsbürgerschaft.
Er spielte für Iran bei drei Schacholympiaden: 1998, 2000 und 2008. Außerdem nahm er bei der asiatischen Mannschaftsmeisterschaft (1995) teil.
Im Jahre 1998 wurde ihm der Titel Internationaler Meister (IM) verliehen, 2003 der Titel Großmeister (GM).
| Hier fehlt eine Grafik, die leider im Moment aus technischen Gründen nicht angezeigt werden kann. Wir arbeiten daran! |